# Androstephium
Androstephium é um género botânico pertencente à família Themidaceae.

## Espécies
- Androstephium breviflorum
- Androstephium caeruleum
- Androstephium coeruleum